# اسماعیل دیس
اسماعیل دیس (انگلیسی: Smaïl Diss؛ زادهٔ ۲ دسامبر ۱۹۷۶) بازیکن فوتبال اهل الجزایر بود.
از باشگاه‌هایی که در آن بازی کرده‌است می‌توان به باشگاه فوتبال وفاق سطیف و باشگاه فوتبال سیواس‌اسپور اشاره کرد.
وی همچنین در تیم ملی فوتبال الجزایر بازی کرده‌است.